# Lijst van voetbalinterlands Macau - Myanmar
Deze lijst van voetbalinterlands geeft een overzicht van alle officiële voetbalwedstrijden tussen de nationale teams van Macau en Myanmar. De landen hebben tot op heden zes keer tegen elkaar gespeeld. De eerste ontmoeting, een kwalificatiewedstrijd voor de AFC Challenge Cup 2010, werd gespeeld in Dhaka (Bangladesh) op 26 april 2009. Het laatste duel, een kwalificatiewedstrijd voor het Wereldkampioenschap voetbal 2026, vond plaats op 17 oktober 2023 in Macau.

## Wedstrijden
| № | Plaats | Datum           | Competitie                          | Wedstrijd       | Uitslag |
| - | ------ | --------------- | ----------------------------------- | --------------- | ------- |
| 1 | Dhaka  | 26 april 2009   | AFC Challenge Cup 2010 kwalificatie | Myanmar − Macau | 4 − 0   |
| 2 | Macau  | 13 juni 2017    | Azië Cup 2019 kwalificatie          | Macau − Myanmar | 0 − 4   |
| 3 | Yangon | 27 maart 2018   | Azië Cup 2019 kwalificatie          | Myanmar − Macau | 1 − 0   |
| 4 | Dalian | 19 juni 2023    | Vriendschappelijk                   | Macau − Myanmar | 0 − 2   |
| 5 | Yangon | 12 oktober 2023 | WK 2026 kwalificatie                | Myanmar − Macau | 5 − 1   |
| 6 | Macau  | 17 oktober 2023 | WK 2026 kwalificatie                | Macau − Myanmar | 0 − 0   |

## Samenvatting
| Competitie                     | Totaal gespeeld | Winst Macau | Gelijk | Winst Myanmar | Doelsaldo Macau – Myanmar |
| ------------------------------ | --------------- | ----------- | ------ | ------------- | ------------------------- |
| WK-kwalificatie                | 2               | 0           | 1      | 1             | 1 − 5                     |
| Azië Cup-kwalificatie          | 2               | 0           | 0      | 2             | 0 − 5                     |
| AFC Challenge Cup-kwalificatie | 1               | 0           | 0      | 1             | 0 – 4                     |
| Vriendschappelijk              | 1               | 0           | 0      | 1             | 0 – 2                     |
| Totaal                         | 6               | 0           | 1      | 5             | 1 – 16                    |

AFM · 
A-internationals · 
Macaus vrouwenelftal
1980 – 1989 · 
1990 – 1999 · 
2000 – 2009 · 
2010 – 2019 ·
2020 − 2029
Bangladesh ·
Bhutan ·
Brunei ·
Cambodja ·
China ·
Filipijnen ·
Guam ·
Hongkong ·
India ·
Irak ·
Japan ·
Kazachstan ·
Kirgizië ·
Koeweit ·
Laos ·
Maleisië ·
Mauritius ·
Mongolië ·
Myanmar ·
Nepal ·
Noord-Korea ·
Oman ·
Pakistan ·
Salomonseilanden ·
Saoedi-Arabië ·
Singapore ·
Sri Lanka ·
Tadzjikistan ·
Taiwan ·
Thailand ·
Vietnam ·
Zuid-Korea
MFF · 
A-internationals · 
Myanmarees vrouwenelftal
1951 – 1959 · 
1960 – 1969 · 
1970 – 1979 · 
1980 – 1989 · 
1990 – 1999 · 
2000 – 2009 · 
2010 – 2019 ·
2020 − 2029
Bahrein ·
Bangladesh ·
Bolivia ·
Brunei ·
Burundi ·
Cambodja ·
China ·
DDR ·
Filipijnen ·
Guam ·
Hongkong ·
India ·
Indonesië ·
Irak ·
Iran ·
Israël ·
Japan ·
Kirgizië ·
Koeweit ·
Laos ·
Lesotho ·
Libanon ·
Libië ·
Luxemburg ·
Macau ·
Malediven ·
Maleisië ·
Marokko ·
Mongolië ·
Nepal ·
Nieuw-Zeeland ·
Noord-Korea ·
Oman ·
Oost-Timor ·
Pakistan ·
Palestina ·
Qatar ·
Singapore ·
Sri Lanka ·
Syrië ·
Tadzjikistan ·
Taiwan ·
Thailand ·
Turkmenistan ·
Verenigde Arabische Emiraten ·
Vietnam ·
Zuid-Korea ·
Zuid-Vietnam